# Paul Wolfram
Paul Wolfram (* 30. September 1871; † 1946) war ein deutscher Konteradmiral der Reichsmarine.

## Leben

### Militärkarriere
Paul Wolfram trat am 10. April 1891 in die Kaiserliche Marine ein. Am 20. September 1894 wurde er zum Leutnant zur See und am 12. April 1897 zum Oberleutnant zur See befördert.
Als Kapitänleutnant (Beförderung am 27. März 1909) war er von März 1906 für ein Jahr letzter Kommandant der Otter. Anschließend übernahm er bis September 1908 die Rhein.
Ab September 1913 war er letzter Kommandant der Hela. Mit dem Schiff nahm er Ende August 1914 am Seegefecht bei Helgoland teil und konnte dem Gefecht unbeschadet entkommen. In dieser Position als Kommandant der Hela wurde er am 22. März 1914 zum Fregattenkapitän befördert. Kurze Zeit später am 13. September 1914 wurde die Hela durch das britische U-Boot E9 torpediert und sank anschließend. Fast alle Besatzungsmitglieder konnten gerettet werden. Bis April 1915 war er als Admiralstabsoffizier bei der Kommandantur in Kiel und wurde dann für zwei Monate Kommandeur der Ingenieur- und Deckoffizierschule in Kiel. Von Juni 1915 bis Mai 1916 war er Chef der IV. Torpedoboots-Flottille, erhielt am 24. April 1916 die Beförderung zum Kapitän zur See und war bis Januar 1918 Chef der Handelsschutzflottille. Bis Kriegsende wurde er als Befehlshaber der Marineanlagen in Estland und der Baltischen Inseln eingesetzt.
Nach dem Krieg wurde er in die Reichsmarine übernommen und am 8. März 1920 aus der Marine verabschiedet. Am 10. September 1920 erhielt er den Charakter als Konteradmiral verliehen.
Später war er als Konteradmiral a. D. mindestens von 1935 bis 1939 Reichskommissar für das Auswanderungswesen für das Unterelbegebiet und in Personalunion für das Unterodergebiet.

### Familie
Er war von 1906 bis 1921 mit Irma (* 1881), geb. von Bendemann, Tochter des Admirals Felix von Bendemann, verheiratet.